# Fraction continue de Rogers-Ramanujan
La fraction continue de Rogers-Ramanujan  est une fraction continue généralisée découverte par    Leonard James Rogers (en) en 1894 et indépendamment par Srinivasa Ramanujan vers 1910, qui est étroitement reliée aux  identités de Rogers-Ramanujan ; il est possible d'en donner une forme explicite pour de nombreuses valeurs de son argument.

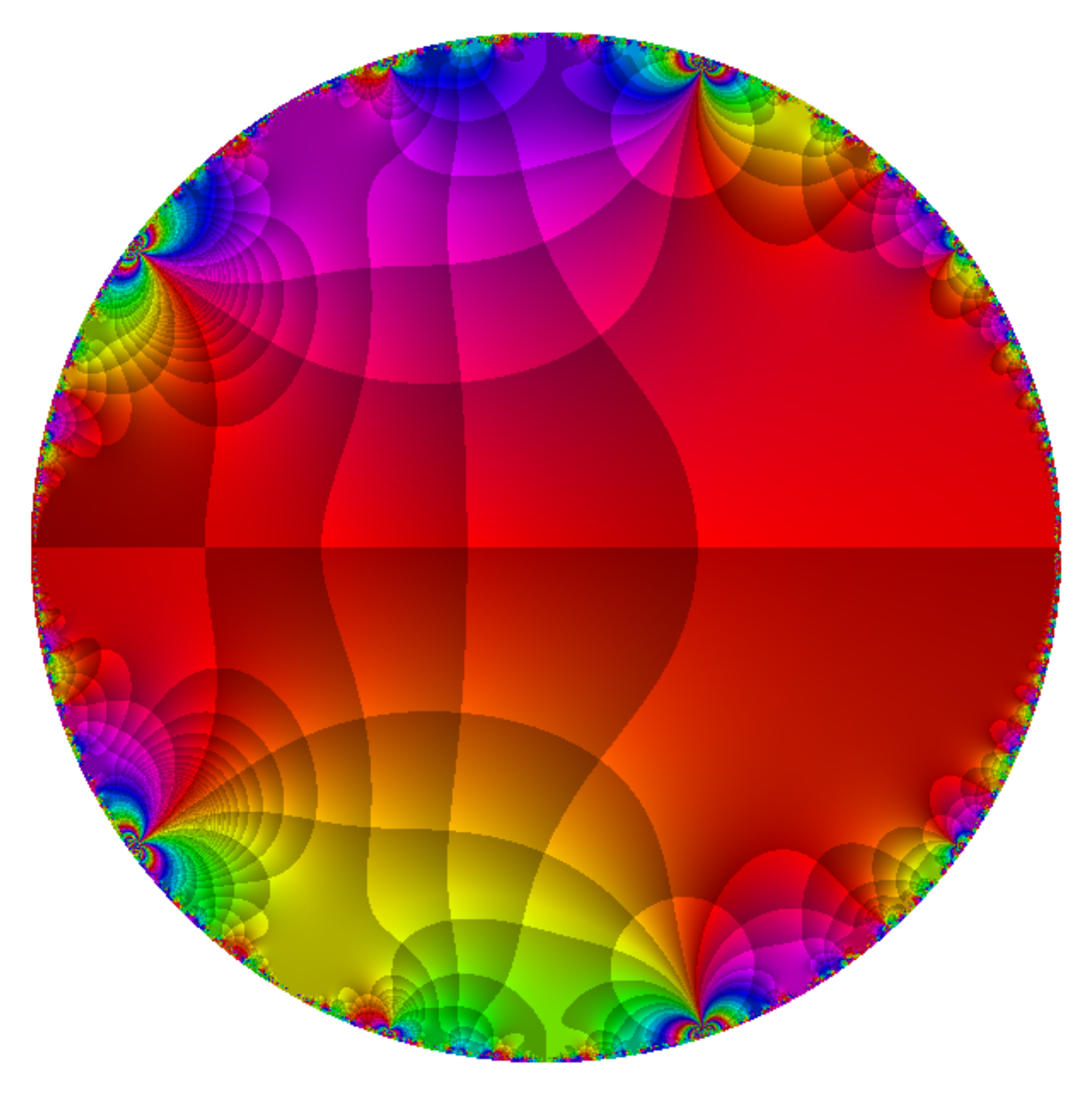
Représentation par coloration de régions des réduites de la fonction, où est la fraction continue de Rogers-Ramanujan.

## Définition
Étant données les fonctions G(q) et H(q) apparaissant dans les identités de Rogers-Ramanujan,
{\displaystyle {\begin{aligned}G(q)&=\sum _{n=0}^{\infty }{\frac {q^{n^{2}}}{(1-q)(1-q^{2})\cdots (1-q^{n})}}=\sum _{n=0}^{\infty }{\frac {q^{n^{2}}}{(q;q)_{n}}}={\frac {1}{(q;q^{5})_{\infty }(q^{4};q^{5})_{\infty }}}\\&=\prod _{n=1}^{\infty }{\frac {1}{(1-q^{5n-1})(1-q^{5n-4})}}\\&={\sqrt[{60}]{qj}}\,_{2}F_{1}\left(-{\tfrac {1}{60}},{\tfrac {19}{60}};{\tfrac {4}{5}};{\tfrac {1728}{j}}\right)\\&={\sqrt[{60}]{q\left(j-1728\right)}}\,_{2}F_{1}\left(-{\tfrac {1}{60}},{\tfrac {29}{60}};{\tfrac {4}{5}};-{\tfrac {1728}{j-1728}}\right)\\&=1+q+q^{2}+q^{3}+2q^{4}+2q^{5}+3q^{6}+\cdots \end{aligned}}}
et
{\displaystyle {\begin{aligned}H(q)&=\sum _{n=0}^{\infty }{\frac {q^{n^{2}+n}}{(1-q)(1-q^{2})\cdots (1-q^{n})}}=\sum _{n=0}^{\infty }{\frac {q^{n^{2}+n}}{(q;q)_{n}}}={\frac {1}{(q^{2};q^{5})_{\infty }(q^{3};q^{5})_{\infty }}}\\&=\prod _{n=1}^{\infty }{\frac {1}{(1-q^{5n-2})(1-q^{5n-3})}}\\&={\frac {1}{\sqrt[{60}]{q^{11}j^{11}}}}\,_{2}F_{1}\left({\tfrac {11}{60}},{\tfrac {31}{60}};{\tfrac {6}{5}};{\tfrac {1728}{j}}\right)\\&={\frac {1}{\sqrt[{60}]{q^{11}\left(j-1728\right)^{11}}}}\,_{2}F_{1}\left({\tfrac {11}{60}},{\tfrac {41}{60}};{\tfrac {6}{5}};-{\tfrac {1728}{j-1728}}\right)\\&=1+q^{2}+q^{3}+q^{4}+q^{5}+2q^{6}+2q^{7}+\cdots \end{aligned}}}
où {\displaystyle (a;q)_{\infty }} représente le q-symbole de Pochhammer infini, j est le j-invariant, et 2F1 est la fonction hypergéométrique (les coefficients des développements en séries entières forment les suites de l'OEIS  A003114 et  A003106, respectivement), la fraction continue de Rogers-Ramanujan est
{\displaystyle {\begin{aligned}R(q)&={\frac {q^{\frac {11}{60}}H(q)}{q^{-{\frac {1}{60}}}G(q)}}=q^{\frac {1}{5}}\prod _{n=1}^{\infty }{\frac {(1-q^{5n-1})(1-q^{5n-4})}{(1-q^{5n-2})(1-q^{5n-3})}}\\&={\cfrac {q^{1/5}}{1+{\cfrac {q}{1+{\cfrac {q^{2}}{1+{\cfrac {q^{3}}{1+\ddots }}}}}}}}\end{aligned}}}

## Fonctions modulaires
Si {\displaystyle q=e^{2\pi {\rm {i}}\tau }}, alors {\displaystyle q^{-{\frac {1}{60}}}G(q)} et {\displaystyle q^{\frac {11}{60}}H(q)}, ainsi que leur quotient {\displaystyle R(q)}, sont des fonctions modulaires de {\displaystyle \tau }. Comme elles ont des coefficients entiers, la théorie de la multiplication complexe implique que leurs valeurs, lorsque {\displaystyle \tau } est de la forme {\displaystyle i{\sqrt {p/q}}}, sont des nombres algébriques qui peuvent être calculés explicitement.

### Exemples
{\displaystyle R{\big (}e^{-2\pi }{\big )}={\cfrac {e^{-{\frac {2\pi }{5}}}}{1+{\cfrac {e^{-2\pi }}{1+{\cfrac {e^{-4\pi }}{1+\ddots }}}}}}={{\sqrt {5+{\sqrt {5}} \over 2}}-\phi }={\sqrt {\phi +2}}-\phi }
{\displaystyle R{\big (}e^{-2{\sqrt {5}}\pi }{\big )}={\cfrac {e^{-{\frac {2\pi }{\sqrt {5}}}}}{1+{\cfrac {e^{-2\pi {\sqrt {5}}}}{1+{\cfrac {e^{-4\pi {\sqrt {5}}}}{1+\ddots }}}}}}={\frac {\sqrt {5}}{1+{\big (}5^{3/4}(\phi -1)^{5/2}-1{\big )}^{1/5}}}-{\phi }}
où {\displaystyle \phi ={\frac {1+{\sqrt {5}}}{2}}} est le nombre d'or (ces formules figuraient dans la première lettre que  Ramanujan avait envoyée à Hardy, et faisaient partie de celles qui avaient stupéfié ce dernier).

## Liens avec les formes modulaires
{\displaystyle R(q)} peut s'exprimer à l'aide de la fonction êta de Dedekind, une forme modulaire de poids 1/2, car on a (en posant {\displaystyle q={\rm {e}}^{2{\rm {i}}\pi \tau }}) :
{\displaystyle {\frac {1}{R(q)}}-R(q)={\frac {\eta ({\frac {\tau }{5}})}{\eta (5\tau )}}+1}
{\displaystyle {\frac {1}{R^{5}(q)}}-R^{5}(q)=\left[{\frac {\eta (\tau )}{\eta (5\tau )}}\right]^{6}+11}

## Liens avec le j-invariant
Parmi les nombreuses relations vérifiées par le j-invariant, on a
{\displaystyle j(\tau )={\frac {(x^{2}+10x+5)^{3}}{x}}}
où
{\displaystyle x=\left[{\frac {{\sqrt {5}}\,\eta (5\tau )}{\eta (\tau )}}\right]^{6}}
Éliminant le quotient, on peut exprimer j(τ) en termes de {\displaystyle r=R(q)} :
{\displaystyle {\begin{aligned}&j(\tau )=-{\frac {(r^{20}-228r^{15}+494r^{10}+228r^{5}+1)^{3}}{r^{5}(r^{10}+11r^{5}-1)^{5}}}\\[6pt]&j(\tau )-1728=-{\frac {(r^{30}+522r^{25}-10005r^{20}-10005r^{10}-522r^{5}+1)^{2}}{r^{5}(r^{10}+11r^{5}-1)^{5}}}\end{aligned}}}
où le numérateur et le dénominateur sont des invariants polynomiaux de  l'icosaèdre. La relation  modulaire entre {\displaystyle R(q)} et {\displaystyle R(q^{5})} a pour conséquence
{\displaystyle j(5\tau )=-{\frac {(r^{20}+12r^{15}+14r^{10}-12r^{5}+1)^{3}}{r^{25}(r^{10}+11r^{5}-1)}}}
Soit {\displaystyle z=r^{5}-{\frac {1}{r^{5}}}} ; alors 
{\displaystyle j(5\tau )=-{\frac {\left(z^{2}+12z+16\right)^{3}}{z+11}}}
où
{\displaystyle {\begin{aligned}&z_{\infty }=-\left[{\frac {{\sqrt {5}}\,\eta (25\tau )}{\eta (5\tau )}}\right]^{6}-11,\ z_{0}=-\left[{\frac {\eta (\tau )}{\eta (5\tau )}}\right]^{6}-11,\ z_{1}=\left[{\frac {\eta ({\frac {5\tau +2}{5}})}{\eta (5\tau )}}\right]^{6}-11,\\[6pt]&z_{2}=-\left[{\frac {\eta ({\frac {5\tau +4}{5}})}{\eta (5\tau )}}\right]^{6}-11,\ z_{3}=\left[{\frac {\eta ({\frac {5\tau +6}{5}})}{\eta (5\tau )}}\right]^{6}-11,\ z_{4}=-\left[{\frac {\eta ({\frac {5\tau +8}{5}})}{\eta (5\tau )}}\right]^{6}-11\end{aligned}}}
ce qui est le  j-invariant de la courbe elliptique {\displaystyle y^{2}+(1+r^{5})xy+r^{5}y=x^{3}+r^{5}x^{2}}, paramétrée  par les points réguliers de la  courbe modulaire {\displaystyle X_{1}(5)}.

## Équation fonctionnelle
On pose désormais systématiquement {\displaystyle r(\tau )=R(q)},   avec q = e2πiτ. Là où d'autres fonctions modulaires, par exemple  le  j-invariant, vérifient :
{\displaystyle j(-{\tfrac {1}{\tau }})=j(\tau )}
et qu'on a pour la fonction êta de Dedekind :
{\displaystyle \eta (-{\tfrac {1}{\tau }})={\sqrt {-i\tau }}\,\eta (\tau )}
l'équation fonctionnelle de la fraction continue de  Rogers–Ramanujan met en jeu le nombre d'or {\displaystyle \phi ={\frac {1+{\sqrt {5}}}{2}}} : 
{\displaystyle r(-{\tfrac {1}{\tau }})={\frac {1-\phi \,r(\tau )}{\phi +r(\tau )}}}.
On a d'autre part {\displaystyle r({\tfrac {7+i}{10}})=i}.

## Équations modulaires
Il y a des relations modulaires entre {\displaystyle R(q)} et {\displaystyle R(q^{n})}, particulièrement élégantes pour certaines petites valeurs premières de n :
Soit {\displaystyle u=R(q)} et {\displaystyle v=R(q^{n})} ; alors :
Pour {\displaystyle n=2}, {\displaystyle v-u^{2}=(v+u^{2})uv^{2}.}

Pour {\displaystyle n=3},  {\displaystyle (v-u^{3})(1+uv^{3})=3u^{2}v^{2}.}

Pour {\displaystyle n=5},  {\displaystyle (v^{4}-3v^{3}+4v^{2}-2v+1)v=(v^{4}+2v^{3}+4v^{2}+3v+1)u^{5}.}

Pour {\displaystyle n=11}, {\displaystyle uv(u^{10}+11u^{5}-1)(v^{10}+11v^{5}-1)=(u-v)^{12}.}

De plus, on peut remarquer que les facteurs apparaissant pour  {\displaystyle n=5} se retrouvent  dans le cas {\displaystyle n=11}, puisque :
{\displaystyle v^{10}+11v^{5}-1=(v^{2}+v-1)(v^{4}-3v^{3}+4v^{2}-2v+1)(v^{4}+2v^{3}+4v^{2}+3v+1).}

## Autres résultats
Ramanujan a découvert beaucoup d'autres propriétés intéressantes de R(q). Posant {\displaystyle u=R(q^{a})}, {\displaystyle v=R(q^{b})}, et {\displaystyle \phi } le nombre d'or,
si {\displaystyle ab=4\pi ^{2}}, alors {\displaystyle (u+\phi )(v+\phi )={\sqrt {5}}\,\phi .}
si {\displaystyle 5ab=4\pi ^{2}}, alors {\displaystyle (u^{5}+\phi ^{5})(v^{5}+\phi ^{5})=5{\sqrt {5}}\,\phi ^{5}.}
Les puissances de R(q) vérifient également des relations inattendues. Ainsi,
{\displaystyle R^{3}(q)={\frac {\alpha }{\beta }}}
où
{\displaystyle \alpha =\sum _{n=0}^{\infty }{\frac {q^{2n}}{1-q^{5n+2}}}-\sum _{n=0}^{\infty }{\frac {q^{3n+1}}{1-q^{5n+3}}}}
{\displaystyle \beta =\sum _{n=0}^{\infty }{\frac {q^{n}}{1-q^{5n+1}}}-\sum _{n=0}^{\infty }{\frac {q^{4n+3}}{1-q^{5n+4}}}}
Posant {\displaystyle w=R(q)R^{2}(q^{2})}, on a
{\displaystyle R^{5}(q)=w\left({\frac {1-w}{1+w}}\right)^{2},\;\;R^{5}(q^{2})=w^{2}\left({\frac {1+w}{1-w}}\right)}